# Ковыльновский сельский совет
Ковыльновский сельский совет (укр. Ковильнівська сільська рада, крымскотат. Manay köy şurası) — административно-территориальная единица в Раздольненском районе Автономной Республики Крым.
Население по переписи 2001 года — 2846 человек.
К 2014 году состоял из 5 сёл:
- Ковыльное
- Ветрянка
- Волочаевка
- Молочное
- Сенокосное

## История
Сельсовет, как Монайский, в составе Ак-Шеихского района (переименованного в 1944 году в Раздольненский) был образован в 1930-х годах, поскольку на 1940 год он уже существовал. Указом Президиума Верховного Совета РСФСР от 21 августа 1945 года Монайский сельсовет был переименован в Ковыльновский сельский совет. С 25 июня 1946 года совет в составе Крымской области РСФСР, а 26 апреля 1954 года Крымская область была передана из состава РСФСР в состав УССР. На 15 июня 1960 года в составе совета числились населённые пункты:

| - Борисовка - Ветрянка - Волочаевка | - Ковыльное - Кремнево - Кумово | - Ласточкино - Малютка - Молочное | - Пограничное - Присивашное - Сенокосное | - Степное - Татьяновка - Тюльпаны |

Указом Президиума Верховного Совета УССР «Об укрупнении сельских районов Крымской области», от 30 декабря 1962 года Раздольненский район упразднили и совет присоединили к Черноморскому. 1 января 1965 года, указом Президиума ВС УССР «О внесении изменений в административное районирование УССР — по Крымской области», вновь включили в состав Раздольненского.
В январе 1967 года был образован Ботанический сельский совет, в который отошли Борисовка, Ботаническое (ранее Степное), Кумово и Присивашное; к 1 января 1968 года ликвидированы Кремнево, Ласточкино, Малютка, Пограничное, Татьяновка и Тюльпаны — совет обрёл современный состав.
С 12 февраля 1991 года сельсовет в восстановленной Крымской АССР, 26 февраля 1992 года переименованной в Автономную Республику Крым. С 21 марта 2014 года в составе Крыма аннексирован Россией. Законом «Об установлении границ муниципальных образований и статусе муниципальных образований в Республике Крым» от 4 июня 2014 года территория административной единицы была объявлена муниципальным образованием со статусом сельского поселения.